# Hagija Sofija, Solun
Hagija Sofija, tudi Cerkev svete modrosti v Solunu (grško Ἁγία Σοφία Sveta modrost) je cerkev v Solunu v Grčiji. S svojo sedanjo zgradbo iz 7. stoletja je ena najstarejših cerkva v mestu, ki stoji še danes. Zaradi izjemne bizantinske umetnosti in arhitekture, poleg pomena v zgodnjem krščanstvu, je eden od številnih spomenikov v Solunu, ki so bili leta 1988 uvrščeni na Unescov seznam svetovne dediščine.

## Zgodovina
Od 3. stoletja je na mestu sedanje Hagije Sofije stala cerkev. Leta 620 se je ta cerkev zrušila najverjetneje zaradi potresa. Kasneje v 7. stoletju je bila postavljena sedanja stavba, ki temelji na Hagiji Sofiji v Konstantinoplu (današnji Carigrad, Turčija). Leta 1205, ko je četrta križarska vojna zavzela mesto, je bila Hagija Sofija spremenjena v stolnico, ki je trajala do leta 1224, leta, ko so bataljoni Epirskega despotata pod vodstvom Teodorja Komnena Dukasa osvobodili mesto. Po zavzetju Soluna s strani osmanskega sultana Murata II. 29. marca 1430 je bila cerkev spremenjena v mošejo,  imenovano Ayasofya Camii, ki je obdržala svoje staro ime. Po osvoboditvi Soluna leta 1912 so jo preuredili v cerkev.
Njen tloris je bazilika s kupolastim grškim križem. Skupaj z mošejo Gül in Kalenderhane v Carigradu ter uničeno cerkvijo Marijinega vnebovzetja v Nikeji predstavlja enega glavnih arhitekturnih primerov te vrste, značilne za bizantinsko srednje obdobje.
Med letoma 1907 in 1909 je bizantinski zgodovinar Charles Diehl obnovil celotno stavbo, ki je bila med požarom leta 1890 precej poškodovana. Velik del notranjega okrasja je bil ometan po velikem solunskem požaru leta 1917. Kupola je bila obnovljena šele leta 1980.

## Arhitektura
Tlorisna zasnova cerkve je kvadratna; iz kvadrata izhaja kupolasta oblika osnovana na centralnem tlorisu grškega križa. Stebri osrednje ladje so potegnjeni ob straneh, tako da ima osrednji prostor templja obliko enakokrakega križa. Tako jo lahko štejemo za prehodno obliko med kupolasto baziliko in latinskim križem, ki prevladuje v bizantinski cerkveni arhitekturi od 10. stoletja dalje.
Apsida cerkve je okrašena z upodobitvijo Marije, na notranjosti stropne kupole pa je upodobljenih 12 apostolov in 2 nadangela.

### Mozaiki
Tempelj je bil okrašen v obdobju ikonoklazma z nepodobnimi mozaiki, podobno kot Hagija Irene v Konstantinoplu in cerkev Marijinega vnebovzetja v Nikeji. Veliki zlati križ v kvadrantu niše je bil leta 787–797 po zmagi ikonoklastov nadomeščen z mozaikom s podobo Theotokos (Bogonosna ali Marija). Mozaik v kupoli zdaj predstavlja vnebohod z napisom iz Apostolskih del Apd 1,11 »Možje Galilejci, kaj stojite in gledate v nebo? Ta Jezus, ki je bil vzet od vas v nebo, bo prišel prav tako, kakor ste ga videli iti v nebo.« Predvideva se, da določeno delo izvira iz 7. stoletja.

## Galerija
- Pogled s trga hagije Sofije
- Pogled od zadaj
- Vhod
- Notranjost
- Notranjost
- Kupola z mozaikom (9. stoletje)
- Mozaik
- Ikonostas
- Ikonostas, pogled od blizu
- Ikona cerkve
- Slika